# 最上東部広域農道
最上東部広域農道（もがみとうぶこういきのうどう）は、山形県最上郡舟形町長沢の山形県道56号新庄舟形線との交差点から新庄市仁田山の山形県道307号土内五日町線までを結ぶ広域農道である。2006年7月に全面開通した。

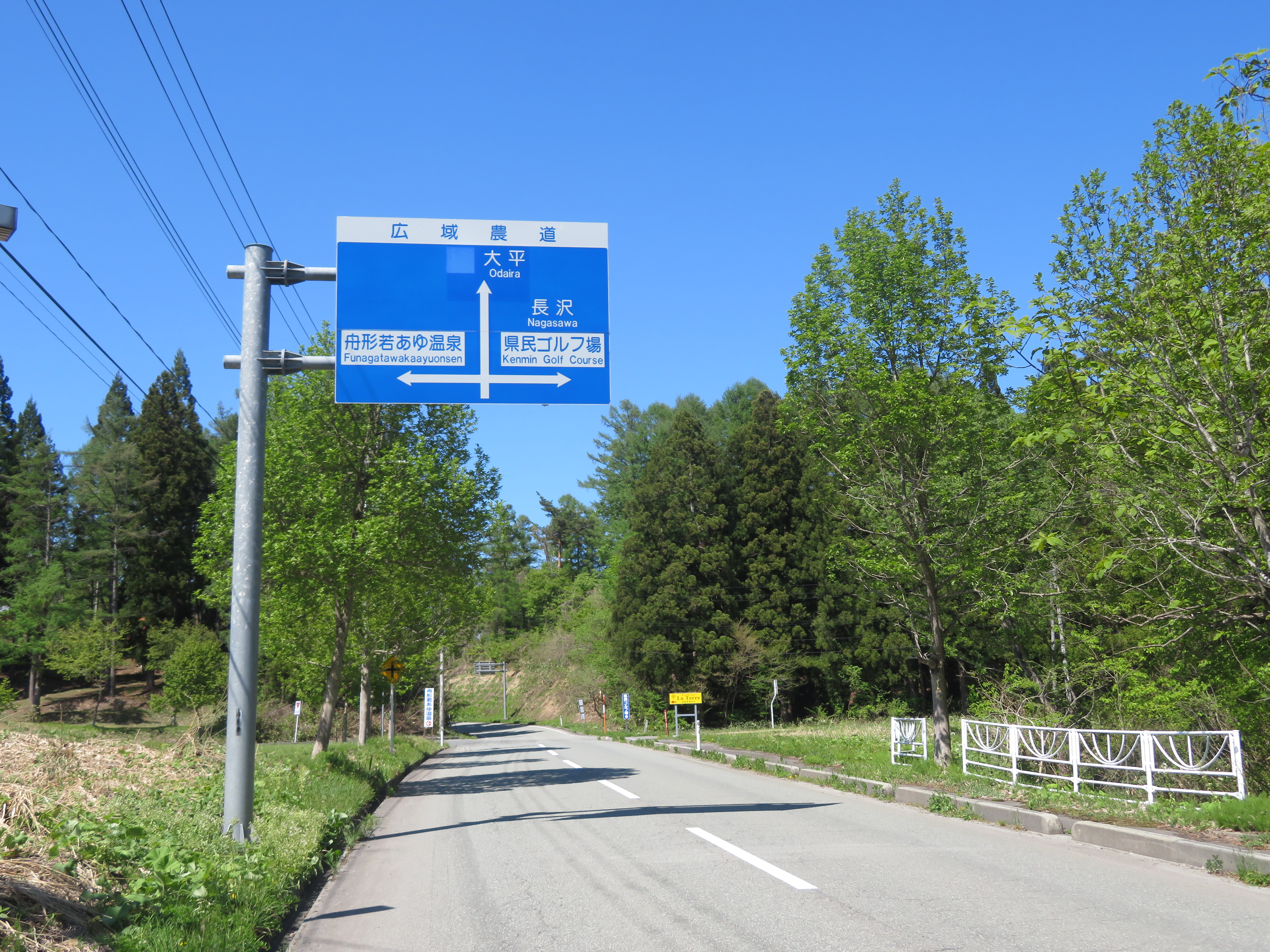
最上郡舟形町長沢付近

国道13号旧道の舟形交差点から、渋滞が激しい国道13号新庄バイパスを通らず、国道13号沿いの新庄市最北端の赤坂集落もしくは金山町わら坊口交差点に抜けることが出来るバイパス路として活用しうるが、道路の存在が周知されていないため、利用する地元客は、まだほとんどいない。
ほとんどすべての区間は山間地を縫っており、信号はまったくない。

## 交差・接続する主な道路
- 山形県道318号新庄長沢尾花沢線
- 国道47号亀割バイパス
- 山形県道310号瀬見新庄線
- 山形県道312号金沢五日町線
- 山形県道307号土内五日町線

## 沿線に存在する主な施設
- あゆっこ村
- 最上さくらが丘斎苑
- 新庄山屋温泉（旧奥羽金沢温泉）[1]
- 新庄市民農園
- 新庄市民スキー場
- 新庄市立萩野小学校